# وكاري أراكا
وِكَارِي أراكا (الاسم العلمي:Cacajao ayresi) هو نوع من الحيوانات يتبع جنس الوِكَارِي من الفصيلة السعادين الساكية. سمي هذا النوع من الوكاري نسبة إلى منطقة أراكا في بوليفيا.